# 普禾加多
普禾加多（印尼語：、爪哇字母：ꦥꦸꦂꦮꦺꦴꦑꦺꦂꦠꦺꦴ）是印度尼西亞的城市，由中爪哇省負責管轄，位於該國東南部爪哇島中部士拉末火山附近，面積38.58平方公里，2005年人口249,705，人口密度為每平方公里6,472人。

## 友好城市
- 印度尼西亞萬隆
- 印度尼西亞梭羅市
- 中国天津
- 中国青島
- 中国南寧
- 越南胡志明市
- 越南河內
- 菲律賓達沃市
- 大田廣域市
- 马来西亚山打根
- 泰國清萊府
- 帛琉科羅爾

## 外部連結
- http://www.banyumaskab.go.id （页面存档备份，存于）
- IndonesiaLogue Travel Guide
- Universitas Jenderal Soedirman （页面存档备份，存于）
- Universitas Muhammadiyah Purwokerto （页面存档备份，存于）